# Festival de Confolens
Le Festival d'arts et traditions populaires du monde de Confolens, ou Festival de Confolens, est un festival de folklore de renommée internationale,,, mettant en scène les musiques, chants, danses et coutumes populaires des cinq continents. Il est organisé chaque année la semaine du 15 août à Confolens, petite cité de caractère de Charente[source insuffisante].
La transformation de la ville et l'accueil des danseurs, musiciens et festivaliers sont assurés par 350 bénévoles, dont l'engagement constitue la clef de voûte du Festival[source insuffisante]. Durant six jours, environ 300 000 touristes, affluent pour découvrir 450 artistes dans une ambiance de fête.

## Philosophie
Le Festival de Confolens a pour ambition d’assurer la transition d’une culture de violence et de discrimination vers une culture du dialogue, de la tolérance et de la solidarité. Confolens, « c’est une leçon d’humilité et d’humanité, il s’agit d’aller au cœur de la danse », affirme le poète et romancier Raymon Leclerc.
La flamme du festival symbolise la joie, l'amour, l'amitié et la paix.

## Histoire

### Création du festival (1956-1960)

#### À l'origine, un Congrès eucharistique (1956)
Un Congrès eucharistique, organisé à Confolens durant trois jours en juin 1956, attire de nombreux catholiques venus participer à des processions, messes, prières et à un spectacle sur la vie du Christ,. Le succès populaire de cette manifestation encourage la municipalité à vouloir renouveler l'initiative.

#### Influence du Festival des Filets bleus (1957)
Victor Carlu, retraité breton installé à Confolens, suggère d'organiser une fête folklorique inspirée du Festival des Filets bleus créé en 1905 à Concarneau. Henri Dezaphie, fort de l'organisation d'une grande fête pour le retour des prisonniers à la fin de la Seconde Guerre mondiale, prend l'initiative de préparer la 1re édition des rencontres de Folklore de Pays d'ouest. Il assiste à la 52e édition du Festival des Filets bleus en 1957 et tombe sous le charme des sonneurs-marins bretons de Bagad Lann-Bihoué. Auguste-Jacques Rougier, principal du collège Émile Roux, parvient à convaincre cet ensemble de se produire à Confolens[source insuffisante].

#### Création des rencontres de Folklore de Pays d'ouest (1958)
Le comité d'organisation des 1res rencontres de Folklore des Pays d'ouest, présidé par Auguste-Jacques Rougier, organise la venue de 13 troupes issues de la région et au-delà de l'Ouest de la France, avec en tête d'affiche le Bagad des marins de Lann Bihoué. Certains des temps forts du Festival sont initiés dès la 1re édition : un défilé le long de l'artère principale de la ville, un spectacle sur la place de l'hôtel de ville accueillant 3 000 spectateurs et une grande messe le 15 août.

#### Création du groupe folklorique Lo Gerbo Baudo (1960)
L'ensemble Lo Gerbo Baudo est fondé en 1960, deux ans après la 1re édition du Festival de Confolens. Cet ensemble de chants, musiques et danses a pour but de faire vivre et de promouvoir les arts et traditions populaires de Charente Limousine. Il tire son nom de la "gerba bauda", tradition consistant à décorer la dernière gerbe de la moisson avant de la ramener à la ferme. En 2017, le groupe est composé de douze couples de danseuses et danseurs, de musiciens (accordéon diatonique, cabrette à soufflet, chabrette à bouche, vielle à roue, percussions), de deux costumières, et compte une section de 26 enfants.

### Affirmation d'une ambition pacifiste et universaliste (1959-1970)

#### Internationalisation du Festival (1959-1969)
L’idée germe de généraliser les échanges de groupes entre divers pays.

#### Création du CIOFF (1970)
À l'occasion de la 15e édition du Festival de Confolens, Henri Coursaget invite, du 8 au 10 août 1970, des responsables d’arts et traditions populaires de différents paysà venir discuter le projet d’une association internationale qui lierait des festivals de folklore dans le monde, avec deux objectifs: encourager les échanges culturels entre pays, et promouvoir la paix mondiale. Une première réunion a lieu le 8 août 1970 à la mairie de Confolens, et les statuts du Conseil international des organisations de festivals de folklore et d'arts traditionnels sont déposés le 10 août 1970 à la sous-préfecture de Confolens. Ce comité sera par la suite rebaptisé Conseil international des organisations de festivals de folklore et d'arts traditionnels, conservant le sigle CIOFF[source secondaire souhaitée].
En 2007, après 49 ans à la tête du Festival, Henri Coursaget en quitte la présidence au terme de la 50e edition.

### Résilience face aux difficultés (2000-2020)

#### Autonomie financière
Au début des années 2000, le Festival a été confronté, comme de nombreuses associations culturelles dont l'équilibre financier repose sur des subventions, à une réduction des dotations de l’État au travers de la DRAC (Ministère de la Culture). Afin d'assurer sa pérennité, l'Association du Festival a renforcé ses efforts de recherche de l'autonomie financière. En 2017, le Festival est ainsi autofinancé à hauteur de 80%, et bénéficie du soutien de la Région de Nouvelle-Aquitaine, du Département de la Charente, de la Communauté de communes de Charente Limousine et de la ville.

#### Sécurité dans le contexte de lutte contre le terrorisme
Les lignes directrices du Ministère de l'intérieur dans le cadre du Plan Vigipirate de 2015 sont durcies après l'Attentat de Nice le 14 juillet 2016, se traduisant notamment par l'exigence de mise en place d'un dispositif anti-intrusion des véhicules. Prenant acte des obstacles à leur mise en œuvre à Confolens (délai de quelques semaines, moyens financiers limités, contrainte logistique liée au cloisonnement d'un centre-bourg incluant des axes passants et à la sécurisation d'environ 300 000 personnes), la préfecture suggère l'annulation de la 58e édition du Festival. Grâce à la mobilisation locale, le Festival est finalement maintenu : les entreprises de construction de la région confolentaise mettent à disposition leurs engins de chantiers pour fermer les axes passants, et des bénévoles assurent jour et nuit une permanence aux entrées de la ville.

#### Crise de la Covid-19
Depuis le début de crise sanitaire de la COVID-19 le Festival de Confolens est affecté. L'organisation de l'édition 2020 du Festival de Confolens qui devait se dérouler du 10 au 16 août 2020 a été annulée.

### Nouveau souffle pour le Festival et le folklore (2010-2020)

#### Rôle des réfugiés
À la demande du Ministère de l'Intérieur, Confolens accueille des migrants et réfugiés depuis 2015 puis ouvre un centre d’accueil et d’orientation (CAO) provisoire en 2018. Les migrants accueillis sont encouragés à contribuer à l'organisation du Festival, sur scène et en coulisses, conformément au message fraternel du Festival. Lors de la cérémonie officielle d’ouverture de la 61e édition du Festival, en août 2018, la flamme du festival est symboliquement allumée par un migrant.
Constatant une forme d'indifférence administrative en raison de la mobilité contrainte vers d'autres centres d'accueil de migrants intégrés à la vie confolentaise, la Présidente du Festival, Christine Coursaget, le Vice-président, Sébastien Vignaud et d'autres membres du Conseil d'administration du Festival initient un collectif pour alerter sur le sort des migrants et dénoncer les dysfonctionnements de la politique migratoire.

#### Valorisation des traditions populaires au long de l'année
En 2019, l’association du Festival met en place des ateliers de breakdance à Confolens, en partenariat avec la DRAC.

## Organisation
L’association « Festival de Confolens, arts et traditions populaires du monde » régie par la loi du 1er juillet 1901 a pour but l’organisation d’un festival international d’arts et traditions populaires.

## Anecdotes

### Trame de fond du filmEnsemble, nous allons vivre une très, très grande histoire d'amour...
L'intrigue du film Ensemble, nous allons vivre une très, très grande histoire d'amour... de Pascal Thomas, sorti en 2010, se noue durant le Festival de Confolens. Les deux personnages principaux, Dorothée (Marina Hands) et Nicolas (Julien Doré), font partie de deux groupes de danses folkloriques en représentation au Festival,. Au hasard des spectacles, leurs regards se croisent et c'est le coup de foudre. Le Festival se termine pourtant et chacun doit regagner sa province...

Galerie
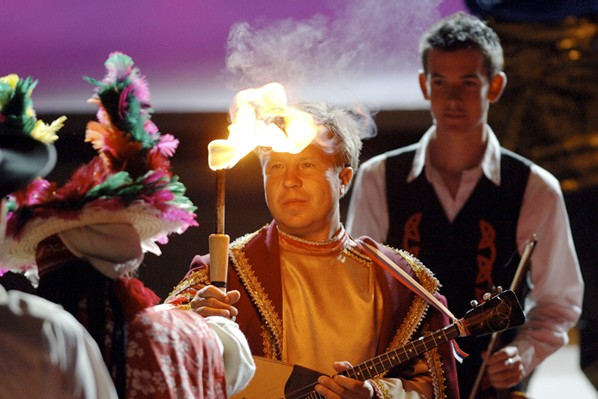
Passage du flambeau
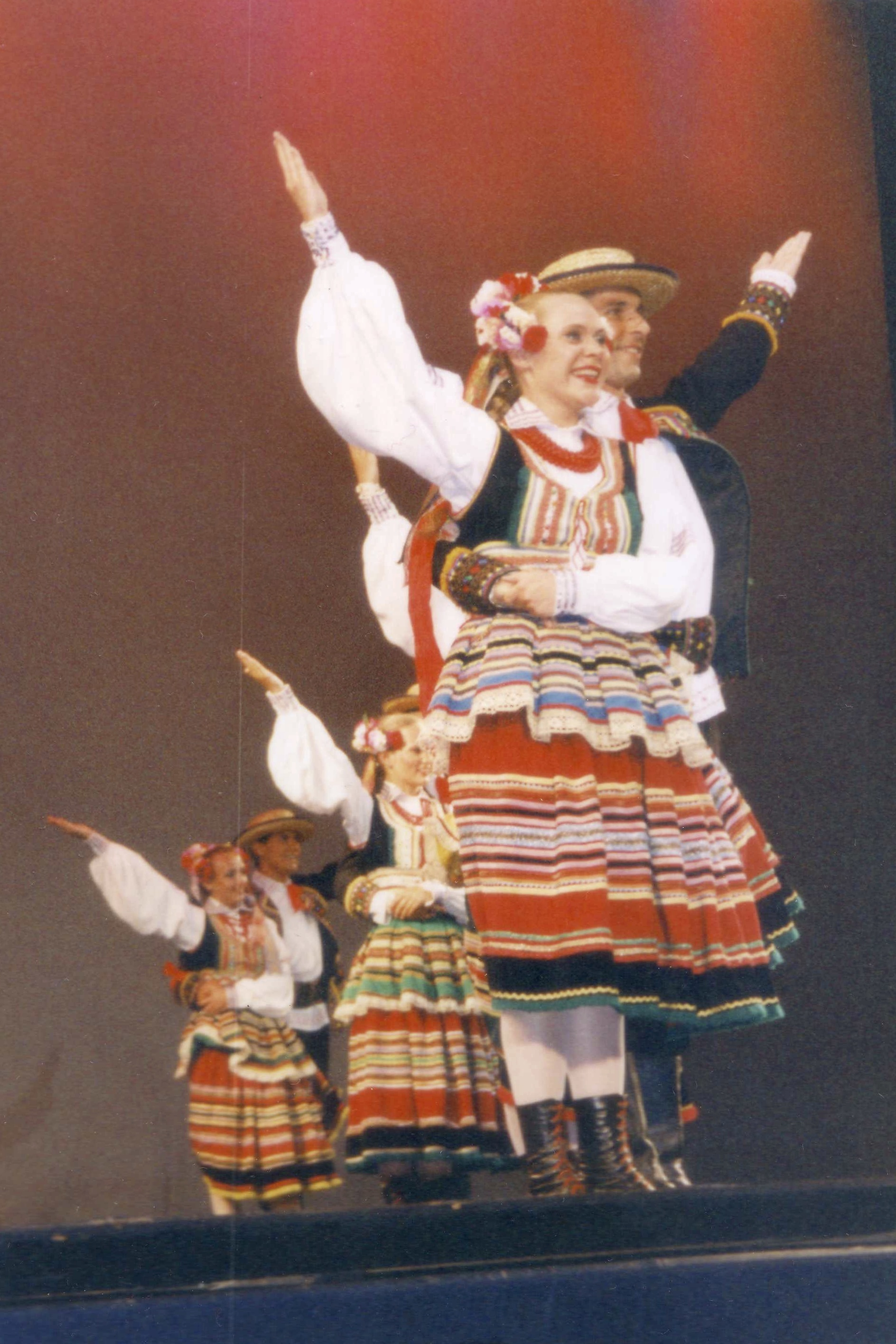
Danse polonaise
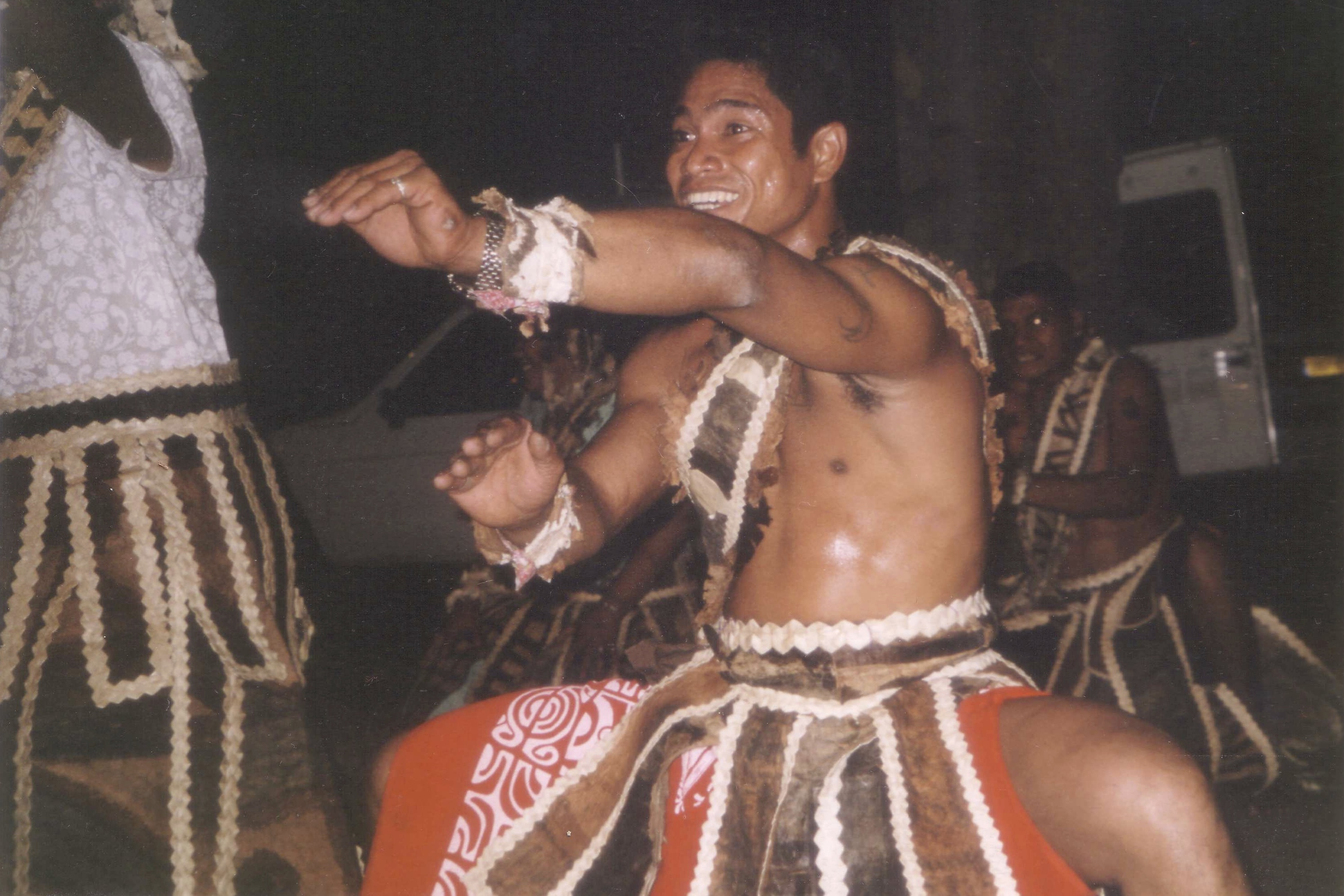
Danseur du groupe Lupe O Sigave de Futuna
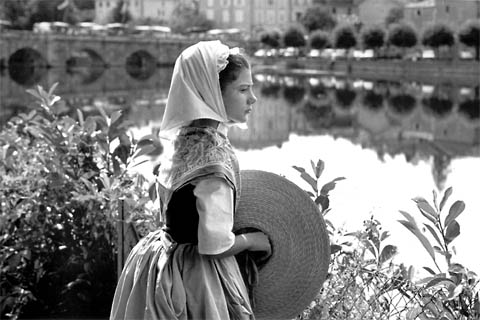
Une danseuse au bord de la Vienne
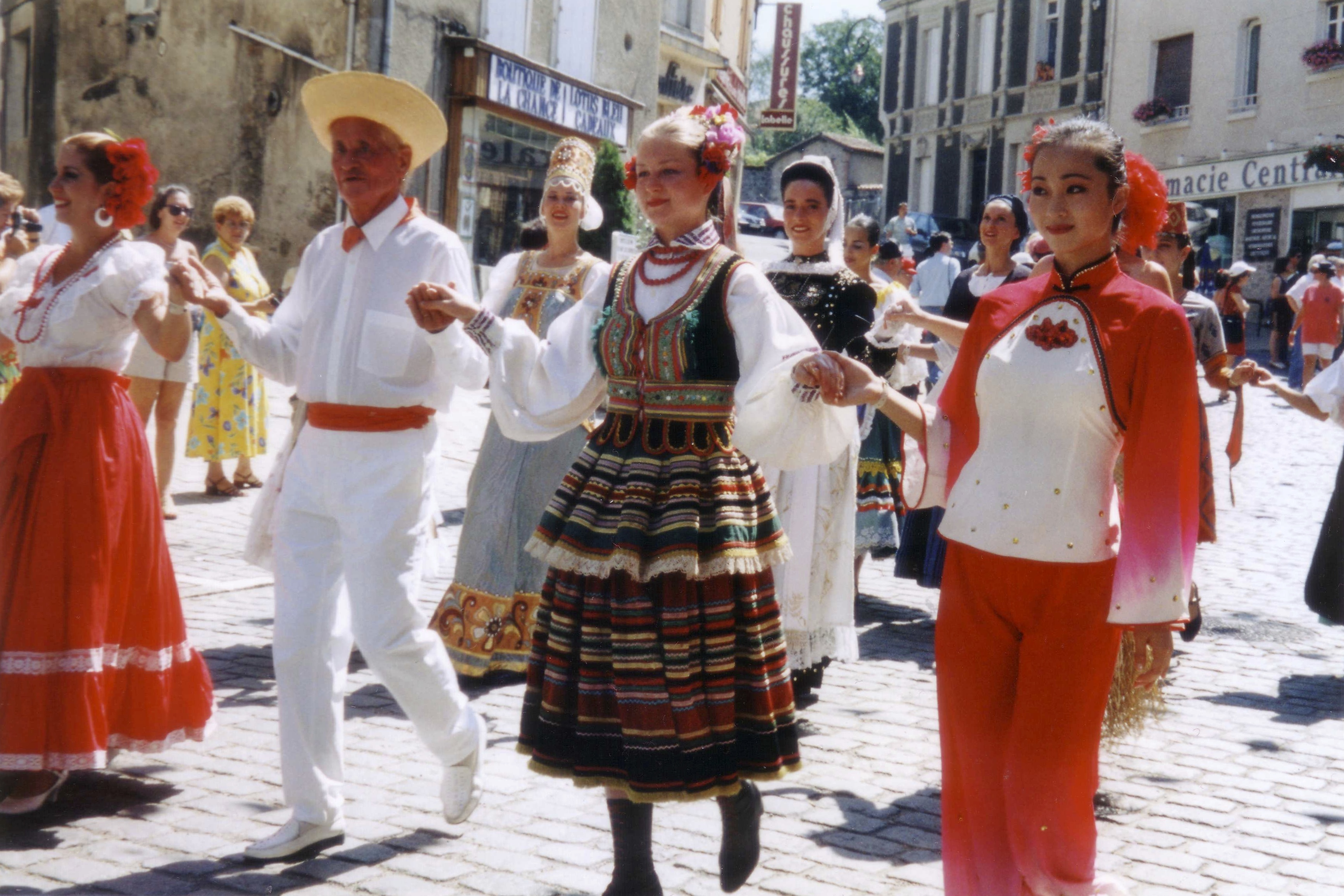
Défilé dans les rues de la ville
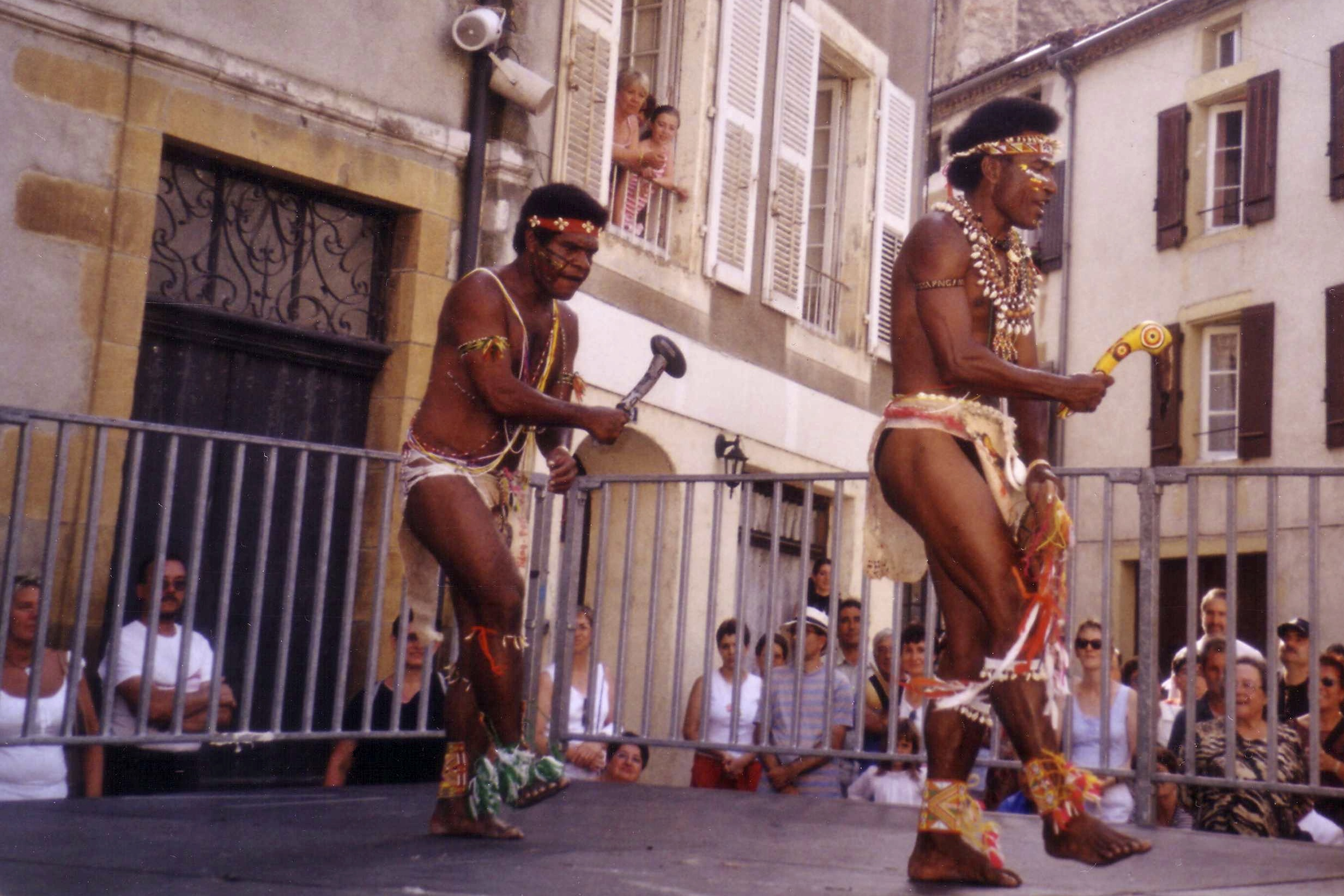
Scène en ville Paluai Sooksook de Papouasie-Nouvelle-Guinée
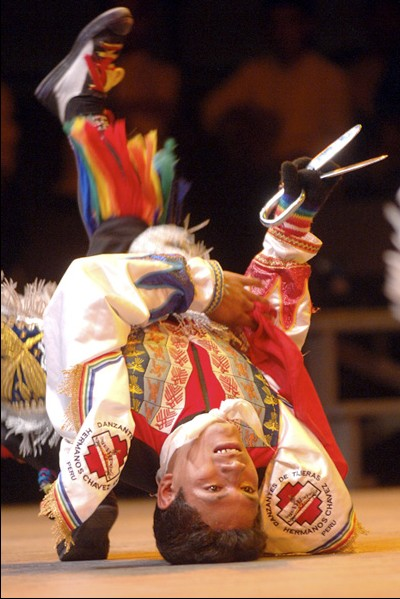
Danseur du Pérou en 2006
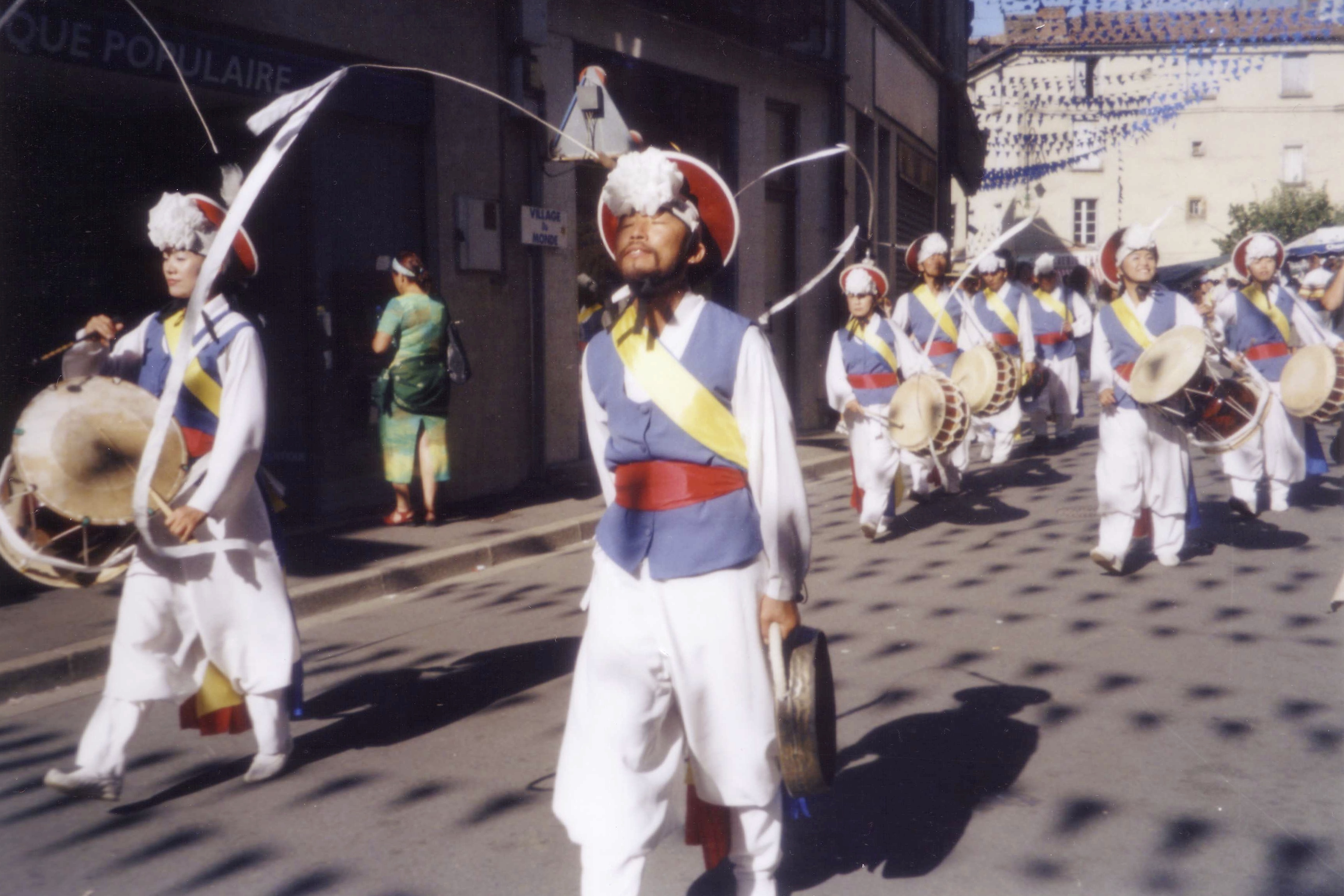
Namsadang Baudeogi Pungmul, Corée du Sud
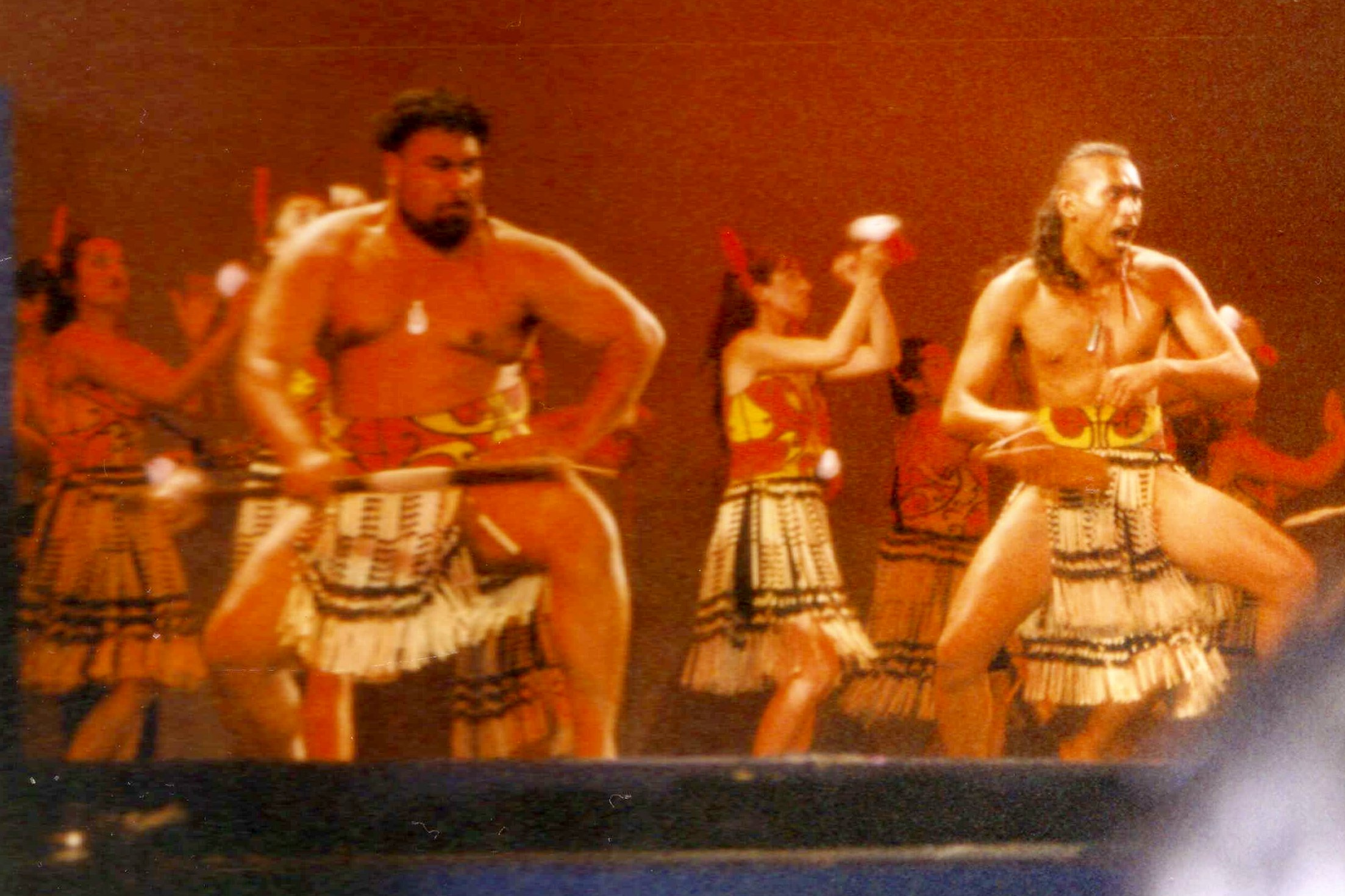
Danse Haka